# 런던 킹스 크로스역

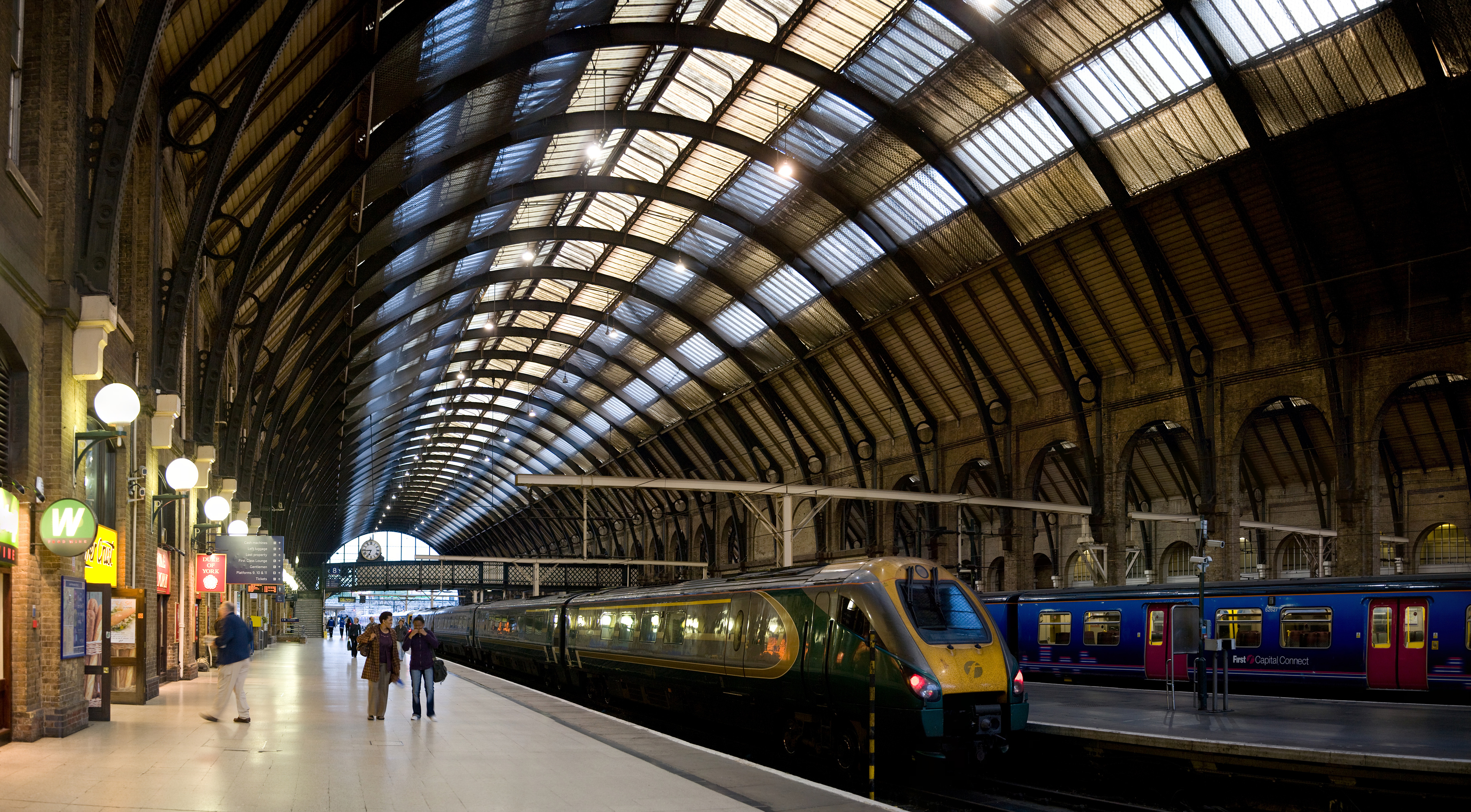
킹스크로스 역의 승강장

킹스크로스 역(King's Cross railway station)은 1852년에 개업한 영국 런던의 철도역이다.

## 연계 노선
- 내셔널 레일
  - GNER
  - Hull trains
- 퍼스트 캐피털 커넥트
  - Great Northern Line
- 내셔널 익스프레스 이스트 코스트
- 그랜드 센트럴
- 세인트 팬크라스·킹스 크로스

## 킹스 크로스 역과 문학

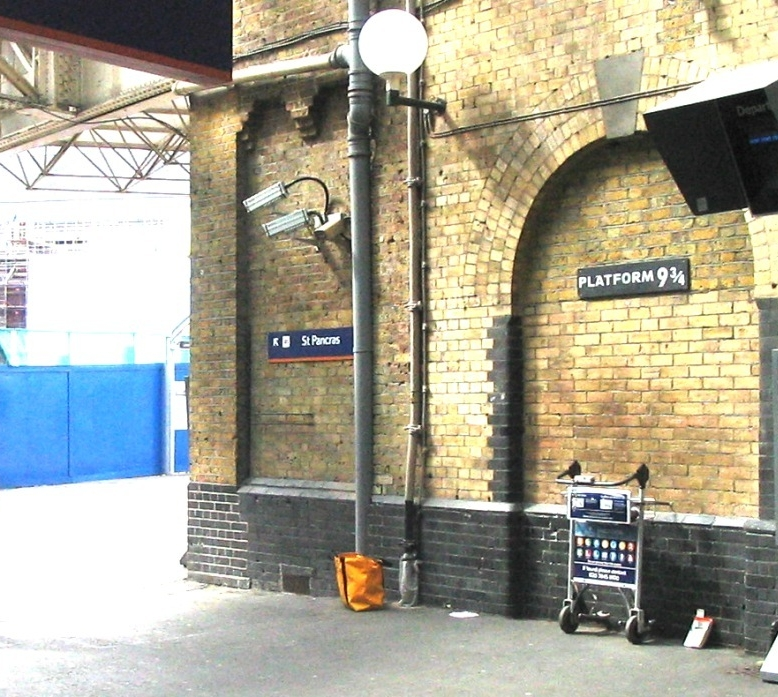
킹스크로스 역의 9와 ¾ 승강장

해리 포터 시리즈에서, 호그와트 급행열차는 이 역의 9와 4분의 3 승강장에서 출발한다.